# Appendicula imbricata
Appendicula imbricata är en orkidéart som beskrevs av Johannes Jacobus Smith. Appendicula imbricata ingår i släktet Appendicula och familjen orkidéer. Inga underarter finns listade i Catalogue of Life.